# Geometrický střed

Geometrický střed trojúhelníku

Geometrický střed (geometrické těžiště, centroid) tělesa je bod, do něhož lze umístit působiště síly rovinného tělesa.
Geometrický střed na rozdíl od těžiště (hmotného středu) nezávisí na homogenitě tělesa, tedy na rozložení hmoty v tělese. Pokud jde o rovinný geometrický útvar, např. trojúhelník, nepravidelný mnohoúhelník nebo jiný obrazec, leží těžiště a geometrický střed ve stejném bodě.

## Geometrický střed území
Termín geometrický střed se často užívá ve spojení geometrický střed území. Například geometrický střed České republiky leží v obci Číhošť u Ledče nad Sázavou na Havlíčkobrodsku (49° 44′ 37,5″ severní šířky a 15° 20′ 19,1″ východní délky ).